# Llanos de Reforma
Llanos de Reforma är en ort i Mexiko.   Den ligger i kommunen Cusihuiriachi och delstaten Chihuahua, i den nordvästra delen av landet, 1 300 km nordväst om huvudstaden Mexico City. Llanos de Reforma ligger 2 114 meter över havet och antalet invånare är 107.
Terrängen runt Llanos de Reforma är platt åt nordost, men åt sydväst är den kuperad. Runt Llanos de Reforma är det mycket glesbefolkat, med 3 invånare per kvadratkilometer. Närmaste större samhälle är Tajirachi, 15,2 km sydväst om Llanos de Reforma. Trakten runt Llanos de Reforma består till största delen av jordbruksmark.